# Jamiroquai - Live at Montreux 2003
Jamiroquai - Live at Montreux 2003 è un DVD pubblicato nel 2007 dalla Eagle Vision e contenente la registrazione del concerto tenuto da Jamiroquai nel 2003 al Montreux Jazz Festival.

## Tracce
1. Use the Force
2. Canned Heat
3. Cosmic Girl
4. Little L
5. Blow Your Mind
6. High Times
7. Travelling Without Moving
8. Butterfly
9. Shoot the Moon
10. Soul Education
11. Just Another Story
12. Mr. Moon
13. Alright
14. Love Foolosophy
15. Deeper Underground
16. Space Cowboy